# NGC 6727
NGC 6727 is een reflectienevel in het sterrenbeeld Zuiderkroon. Het hemelobject werd op 15 juni 1861 ontdekt door de Duitse astronoom Johann Friedrich Julius Schmidt.

## Synoniemen
- ESO 396-N14